# Gil Gelders
Gil Gelders (* 16. Dezember 2002 in Asse) ist ein belgischer Radrennfahrer.

## Sportlicher Werdegang
Als Junior international noch ohne zählbare Ergebnisse, wurde Gelders zur Saison 2021 mit dem Wechsel in die U23 Mitglied im Bingoal WB Development Team, In seinem zweiten Jahr im Team machte er mit dem Sieg auf der fünften Etappe des Giro d’Italia Giovani Under 23 auf sich aufmerksam, die er im Sprint einer kleinen Ausreißergruppe für sich entschied.
Zur Saison 2023 wechselte er in das Soudal Quick-Step Devo Team. Mit dem Sieg bei Gent–Wevelgem / Kattekoers–Ieper 2023 fügte er einen weiteren Erfolg bei einem renommierten Rennen seinem Palmarès hinzu. Nach einem Jahr im Development Team er zur Saison 2024 in das UCI WorldTeam von Soudal Quick-Step übernommen. 2024 konnte er als Neunter der Deutschland Tour und Siebter der Slowakei-Rundfahrt zwei größere Etappenrennen unter den Top 10 beenden.

## Erfolge
2022
- eine Etappe Giro d’Italia Giovani Under 23

2023
- Gent–Wevelgem / Kattekoers–Ieper
- Ruota d’Oro